# Valea Argovei
Valea Argovei là một xã thuộc hạt Călărași, România. Dân số thời điểm năm 2002 là 2793 người.